# ديلون باوتشر
ديلون باوتشر (بالإنجليزية: Dillon Boucher)‏ مواليد 27 ديسمبر 1975 في نيوزيلندا، هو لاعب كرة سلة نيوزلندي. بدأ مسيرته الاحترافية في سنة 1994. يلعب في الدوري النيوزيلندي لكرة السلة. يحمل الرقم 24. حقق المركز الثاني في دورة ألعاب الكومنولث 2006.

## المسيرة الاحترافية
لعب مع نيو زيلاند بريكرز في الدوري الأسترالي من سنة 2003 إلى 2005، ثم لعب مع برث وايلدكاتز في موسم 2005–2006، ثم لعب مع بريزبن بولتز في الدوري الأسترالي من سنة 2006 إلى 2008، ثم لعب مع نيو زيلاند بريكرز من سنة 2008 إلى 2013.

## الميداليات
| الميدالية | المسابقة                  |
| --------- | ------------------------- |
| فضية      | دورة ألعاب الكومنولث 2006 |

## روابط خارجية
- ديلون باوتشر على موقع الاتحاد الدولي لكرة السلة (الإنجليزية)
- ديلون باوتشر على موقع كرة السلة الأوروبية.كوم (الإنجليزية)
- ديلون باوتشر على موقع ريلجم (الإنجليزية)
- ديلون باوتشر على موقع بروبوليرز (الإنجليزية)
- ديلون باوتشر على موقع سبورتس رفرنس (الإنجليزية)
- ديلون باوتشر على موقع أوليمبيديا (الإنجليزية)
- ديلون باوتشر على موقع اللجنة الأولمبية النيوزيلندية (الإنجليزية)
- ديلون باوتشر على موقع اتحاد ألعاب الكومنولث (مؤرشف) (الإنجليزية)
- ديلون باوتشر على موقع دورة ألعاب الكومنولث 2006 (مؤرشف) (الإنجليزية)